# The Believers
The Believers je americký filmový horor z roku 1987 od britského režiséra Johna Schlesingera, jeho jediné dílo tohoto žánru. Česky byl uváděn jako Temné síly, Síly temnot (TV Prima) nebo Ti, kdo věří (MGM Channel).
Scénář k filmu napsal Mark Frost podle knihy The Religion (1983) Nicholase Condého, jehož jiné dílo se později stalo předlohou k thrilleru Vraždy v temném lese (In the Deep Woods, 1992, r. Charles Correll.) V ponurém okultním příběhu hraje Martin Sheen ovdovělého psychologa, jehož pomoc při policejním vyšetřování série vražd zavede doprostřed manhattanské fanatické vúdú sekty. Do amerických kin byl film uveden v červnu 1987.

## Produkce
Původně se film připravoval pro společnost Fox, když však z projektu vycouvala, převzalo jej studio Orion Pictures. Ačkoli je příběh situován do New Yorku, natáčení probíhalo v létě 1986 převážně v kanadském Torontu. Pro hlavní roli chtěl režisér původně Eda Harrise, pro jeho zaneprázněnost jej nahradil Martin Sheen, kterého doplnila také řada kanadských herců.

## Postavy a obsazení
| Martin Sheen        | Cal Jamison              |
| Helen Shaverová     | Jessica Hallidayová      |
| Harley Cross        | Chris Jamison, Calův syn |
| Robert Loggia       | poručík Sean McTaggert   |
| Elizabeth Wilsonová | Kate Maslowová           |
| Harris Yulin        | Robert Calder            |
| Lee Richardson      | Dennis Maslow            |
| Richard Masur       | Marty Wertheimer         |
| Carla Pinza         | Carmen Ruizová           |
| Jimmy Smits         | Tom Lopez                |
| Raúl Dávila         | Oscar Sezine             |
| Malick Bowens       | Palo                     |